# Александрино (Омская область)
Александрино — деревня в Знаменском районе Омской области. Входит в состав Чередовского сельского поселения.

## История
Основана в 1810 г. В 1928 г. состояла из 45 хозяйств, основное население — русские. В составе Чередовского сельсовета Знаменского района Тарского округа Сибирского края.

## Население
| 1926 | 2002 | 2010 |
| ---- | ---- | ---- |
| 221  | ↘36  | ↘12  |